# Émilie Heymans
Émilie Heymans (* 14. Dezember 1981 in Brüssel) ist eine kanadische Wasserspringerin. Sie startet sowohl im Kunstspringen vom 1-m- und 3-m-Brett als auch im 10-m-Turmspringen sowie im Synchronspringen. Heymans ist mehrfache Medaillengewinnerin bei Olympischen Spielen und Weltmeisterschaften.
Heymans emigrierte im Alter von einem Jahr mit ihren Eltern nach Kanada. Mit elf Jahren kam sie zum Wasserspringen, nachdem sie zuvor in einem Turnverein aktiv war. 2003 wurde sie in Kanada zur Wasserspringerin des Jahres gewählt. Ein Jahr später wechselte sie vom CAMO Aquatic Club zum Pointe-Claire Diving Club, sie wird dort von Yihua Li trainiert. Seit 2009 tritt sie nur noch im Kunstspringen und 3-m-Synchronspringen an und startet nicht mehr vom 10-m-Turm. Sie möchte noch bis zu den Olympischen Spielen 2012 in London weiterspringen und danach in der Modebranche arbeiten.
Heymans erster großer Erfolg war der Gewinn des Junioren-Weltmeistertitels 1997. 1999 folgte bei den Panamerikanischen Spielen auch ihre erste Medaille im Erwachsenenbereich, sie gewann Gold im 10-m-Turmspringen. Sie nahm 2000 erstmals an den Olympischen Spielen teil. Im Turmspringen wurde sie Fünfte, im 10-m-Synchronspringen gewann sie mit Anne Montminy Silber. 2004 trat sie in Athen in allen vier olympischen Disziplinen an. Vom 3-m-Brett wurde sie Zehnte, vom 10-m-Turm Vierte, im 3-m-Synchronspringen Siebte und im 10-m-Synchronspringen gewann sie Bronze, diesmal an der Seite von Blythe Hartley. 2008 in Peking trat sie im 10-m-Turmspringen an und gewann Silber und schaffte damit auch bei ihrer dritten Olympiateilnahme eine Medaille.
Heymans war auch bei Weltmeisterschaften erfolgreich. 2003 wurde sie in Barcelona Weltmeisterin vom 10-m-Turm, 2009 gewann sie in Rom Silber vom 3-m-Brett und 2011 in Shanghai mit Jennifer Abel Silber im 3-m-Synchronspringen. Weitere zwölf Medaillen sammelte sie bei den Commonwealth Games und den Panamerikanischen Spielen, darunter sechs Goldmedaillen.
Heymans Mutter, Marie-Paule van Eyck, war eine erfolgreiche Fechterin. Sie nahm für Belgien an den Olympischen Spielen 1976 in Montreal teil.